# Ruud Krol
Rudolf Jozef Krol, conocido como Ruud Krol, o bien Rudi Krol (Ámsterdam, 24 de marzo de 1949), es un exfutbolista y entrenador neerlandés. Se caracterizó por su excepcional disciplina y eficiencia para marcar y cerrar espacios a los delanteros rivales. 

## Trayectoria

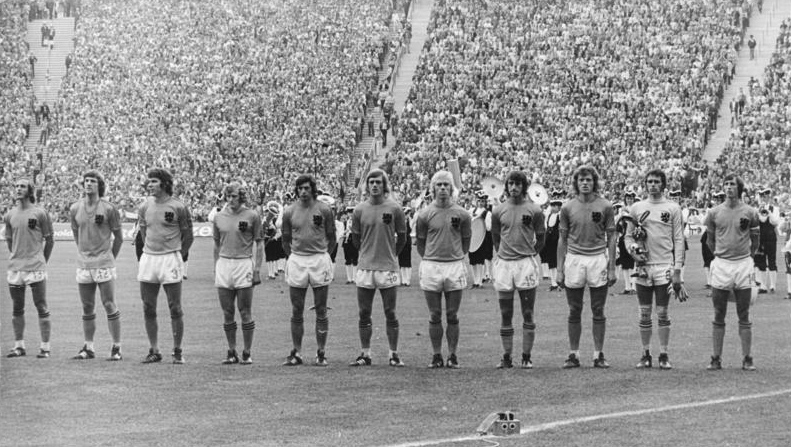
Copa Mundial de Fútbol, RFA - Países Bajos 2-1 de julio de 1974

### Como jugador
Krol comenzó su carrera en el Ajax Ámsterdam bajo la tutela del legendario Rinus Michels. En su primera temporada en el club disfrutó de pocos minutos. Tras la marcha del lateral izquierdo Theo van Duijvenbode en el verano de 1969 al Feyenoord, Krol llegó a ser un habitual en las alineaciones. Cuando el Ajax conquistó la Copa de Europa en 1971, Krol no pudo jugar debido a que había sufrido una fractura en la pierna. Pero sí jugó en las finales de 1972 y 1973, ayudando al equipo a conseguir sus tres primeros títulos de la Copa de Europa, de manera consecutiva, hecho que permitía al club obtener la copa en propiedad. Mientras otras estrellas de aquel equipo, como Johan Cruyff y Johan Neeskens, emigraban a otros equipos, Krol permaneció en el Ajax hasta 1980.
Más tarde fue a la NASL para jugar en el Vancouver Whitecaps canadiense, donde sólo permaneció una temporada. Luego fichó por el Napoli italiano donde jugó durante cuatro temporadas. En dos ocasiones (1980/81 y 1981/82), Krol logró la puntuación media más alta de la liga entre los extranjeros, según la revista Guerin Sportivo.
Su último club antes de retirarse fue el Cannes francés. Se retiró de la práctica del fútbol en 1986.

### Como entrenador
Krol ha sido entrenador del Malinas belga, del Servette suizo y del Zamalek egipcio. En 1995 fue nombrado seleccionador de Egipto, y posteriormente mánager asistente de Países Bajos, con Louis van Gaal, y del Ajax Ámsterdam, con Ronald Koeman. Tras la renuncia de Koeman, Krol ha ejercido como mánager interino del Ajax. En la temporada 2006/07 fue el técnico del Ajaccio en la segunda división francesa; el año siguiente volvió al Zamalek. Desde el año 2008 hasta el 2011 fue el entrenador del Orlando Pirates de Sudáfrica.

## Selección nacional
En el plano internacional, Krol participó en 83 ocasiones con la selección absoluta neerlandesa. Debutó en 1969 contra Inglaterra, dejando la selección en 1983. Fue un componente clave del equipo del Fútbol Total en la década de 1970. Defensa versátil, podía jugar en cualquier posición de la defensa o del mediocampo. En el Mundial de 1974, celebrado en Alemania, en el que Países Bajos alcanzó la final, Krol inicialmente jugó como lateral izquierdo de manera sobresaliente, fabricando la jugada del gol de Cruyff contra Brasil. Tropezaron con la última valla, perdiendo 2-1 con Alemania Federal en la final del estadio Olímpico de Múnich.
Cuando se acercaba el Mundial de 1978, que tendría lugar en Argentina, Krol había cambiado su rol de lateral por el de líbero, y portaba el brazalete de capitán tras la negativa de Cruyff de volver a jugar con la selección (estaba molesto por las concentraciones obligatorias de la Federación Neerlandesa y fuera de forma). Krol realizó un gran torneo, pero no fue capaz de evitar la segunda derrota en la final de un Mundial. En esta ocasión, Países Bajos fue derrotada por la selección anfitriona por 3-1. Krol jugó como capitán de Países Bajos la Eurocopa de 1980, donde el equipo decepcionó, siendo apeado de la competición en la primera ronda por Alemania Occidental y Checoslovaquia. Países Bajos tampoco logró clasificarse para el Mundial de España, en 1982. Krol jugó parte de la fase de clasificación para la Eurocopa de Francia, en 1984, jugando su último partido internacional en 1983 y perdiendo contra España. El único jugador que ha logrado superar su marca de internacionalidades ha sido Aron Winter, quien lo logró durante la Eurocopa de Países Bajos y Bélgica en el año 2000.

### Participaciones en Copa del Mundo
| Mundial                        | Sede                | Resultado  | Partidos | Goles |
| ------------------------------ | ------------------- | ---------- | -------- | ----- |
| Copa Mundial de Fútbol de 1974 | Alemania Occidental | Subcampeón | 7        | 1     |
| Copa Mundial de Fútbol de 1978 | Argentina           | Subcampeón | 7        | 0     |

### Participaciones en Eurocopas
| Eurocopa      | Sede       | Resultado    |
| ------------- | ---------- | ------------ |
| Eurocopa 1976 | Yugoslavia | Semifinal    |
| Eurocopa 1980 | Italia     | Primera fase |

## Clubes

### Como jugador
| Club                | País         | Año       | PJ (G)   |
| ------------------- | ------------ | --------- | -------- |
| AFC Ajax            | Países Bajos | 1968-1980 | 339 (23) |
| Vancouver Whitecaps | Canadá       | 1980      | 16 (0)   |
| SSC Napoli          | Italia       | 1980-1984 | 107 (1)  |
| AS Cannes           | Francia      | 1984-1986 | 63 (0)   |

### Como entrenador
| Club                                 | País         | Año       |
| ------------------------------------ | ------------ | --------- |
| RKV Malinas                          | Bélgica      | 1989-1990 |
| Servette FC                          | Suiza        | 1990-1991 |
| Zamalek SC                           | Egipto       | 1994-1999 |
| Selección de Egipto                  | Egipto       | 1995-1996 |
| Selección de los Países Bajos (vice) | Países Bajos | 2000-2002 |
| AFC Ajax (vice)                      | Países Bajos | 2002-2006 |
| AC Ajaccio                           | Francia      | 2006-2007 |
| Zamalek SC                           | Egipto       | 2007-2008 |
| Orlando Pirates FC                   | Sudáfrica    | 2008-2011 |
| Raja Casablanca                      | Marruecos    | 2015      |
| Club Africain                        | Túnez        | 2016      |
| CS Sfaxien                           | Túnez        | 2018-2019 |
| Kuwait SC                            | Kuwait       | 2020      |

## Palmarés

### Como jugador

#### Campeonatos nacionales
| Título                   | Club     | País         | Año       |
| ------------------------ | -------- | ------------ | --------- |
| Eredivisie               | AFC Ajax | Países Bajos | 1969-1970 |
| Copa de los Países Bajos | AFC Ajax | Países Bajos | 1969-1970 |
| Copa de los Países Bajos | AFC Ajax | Países Bajos | 1970-1971 |
| Eredivisie               | AFC Ajax | Países Bajos | 1971-1972 |
| Copa de los Países Bajos | AFC Ajax | Países Bajos | 1971-1972 |
| Eredivisie               | AFC Ajax | Países Bajos | 1972-1973 |
| Eredivisie               | AFC Ajax | Países Bajos | 1976-1977 |
| Eredivisie               | AFC Ajax | Países Bajos | 1978-1979 |
| Copa de los Países Bajos | AFC Ajax | Países Bajos | 1978-1979 |
| Eredivisie               | AFC Ajax | Países Bajos | 1979-1980 |

#### Copas internacionales
| Título                | Club     | Sede      | Año       |
| --------------------- | -------- | --------- | --------- |
| Copa de Europa        | AFC Ajax | Londres   | 1970-1971 |
| Copa de Europa        | AFC Ajax | Róterdam  | 1971-1972 |
| Copa Intercontinental | AFC Ajax | Ámsterdam | 1972      |
| Copa de Europa        | AFC Ajax | Belgrado  | 1972-1973 |
| Supercopa de Europa   | AFC Ajax | Ámsterdam | 1973      |

### Como entrenador

#### Torneos nacionales
| Título              | Club                  | País      | Año     |
| ------------------- | --------------------- | --------- | ------- |
| Copa de Egipto      | Zamalek Sporting Club | Egipto    | 1998    |
| Copa de Egipto      | Zamalek Sporting Club | Egipto    | 2008    |
| MTN 8 Wafa Wafa     | Orlando Pirates       | Sudáfrica | 2010    |
| ABSA Premier League | Orlando Pirates       | Sudáfrica | 2010-11 |
| Copa de Sudáfrica   | Orlando Pirates       | Sudáfrica | 2011    |
| MTN 8 Wafa Wafa     | Orlando Pirates       | Sudáfrica | 2011    |
| CLP-1               | CS Sfaxien            | Túnez     | 2013    |

#### Torneos internacionales
| Título                       | Equipo          | Sede         | Año  |
| ---------------------------- | --------------- | ------------ | ---- |
| Juegos Panafricanos          | Egipto          | Zimbabue     | 1995 |
| Copa Confederación de la CAF | CS Sfaxien      | RD del Congo | 2013 |
| Copa de Clubes de la UNAF    | Raja Casablanca | Casablanca   | 2015 |